# ابراهیم بن عاصم عقیلی
ابراهیم بن عاصم عقیلی ( عربی: إبراهيم بن عاصم العقيلي   ) (متوفی ۷۴۳/۴) از فرماندهان نظامی خلافت اموی و والی سیستان بود.
ابراهیم بن عاصم العقیلی از جزیره و از قبیله بنی عاقیل قیس بود.  او به عنوان فرمانده در خراسان در برابر تورگش‌ها در زمان عاصم بن عبدالله هلالی و بعداً در زمان اسد بن عبدالله قصری خدمت کرد. در زمان اسد، او در سپتامبر 737 فرماندهی نبرد بارها را برعهده داشت که شکست سنگینی برای مسلمانان بود.  
وی توسط استاندار عراق، یوسف بن عمر ثقفی به استانداری سیستان منصوب شد. در ژوئیه 738 در بدو ورود به استان خود، به اصرار یوسف یا سلف خود، ابن ابی بردا را کشت و اموالش را غصب کرد و یا او را زندانی کرد و به عراق فرستاد و یوسف او را زیر شکنجه کشت. ابراهیم در سال 743/4 در حکومت درگذشت.  